# ماريتا ليندال
ماريتا ليندال (بالفنلندية: Marita Lindahl)‏ (17 أكتوبر 1938 - 21 مارس 2017) عارضة أزياء وحاملة لقب ملكة جمال سابقة، فازت بمسابقة ملكة جمال العالم 1957 ، بعد أن توجت ملكة جمال فنلندا 1957 من قبل ملكة جمال فنلندا السابقة سيربا هيلينا كويفو.
أصبحت أول امرأة من فنلندا تفوز باللقب وثالث امرأة من الشمال ؛ بعد أن فازت السويد بالمسابقتين الأوليين.